# Jump In!
Jump In! è il 69simo film prodotto per Disney Channel ed è stato mandato per la prima volta il 12 gennaio 2007 negli USA.
Il film, con protagonisti Corbin Bleu da High School Musical e Keke Palmer da Akeelah and the Bee, parla della storia di un giovane boxeur, Izzy Daniel (Corbin Bleu), che prova a seguire le orme di suo padre per vincere il Golden Glove. Quando una sua amica, Mary (Keke Palmer) gli chiede se può essere un sostituto membro del team del torneo Double Dutch, il ragazzo scopre una grande passione per il "salto alla corda".
In Italia il film è stato trasmesso il 20 giugno 2007 su Disney Channel.

## Trama
Isadore "Izzy" Daniels è uno dei ragazzi più popolari alla sua scuola ed è destinato a divenire una star della boxe, seguendo le orme di suo padre Kenneth. Ma un giorno tutto cambia quando la ragazza che abita al piano di sopra, Mary, ha bisogno di qualche ragazzo che riempia un posto mancante nella sua squadra di Double Dutch (salto con due corde contemporaneamente), i Joy Jumpers.
Nei primi momenti, Izzy crede che questo sport sia solo una perdita di tempo ma, con il passare del tempo, scopre quanto sia duro e artistico il lavoro in una squadra come quella di Mary. Così Izzy appende al chiodo il guanto da boxe e decide di entrare nei Joy Jumpers, all'oscuro di suo padre e dei suoi amici; cambia nome alla squadra in Hot Chilli Steppers ed insegna altre originali tecniche al resto del team.
Gli Hot Chilli Steppers si iscrivono ad un campionato di Double Dutch, e arrivano in finale. Ma proprio alla vigilia della gara, Rodney scopre il segreto di Izzy e lo rivela a tutti, creando nella testa del ragazzo più confusione che mai. Alla fine Izzy deciderà che la giusta strada da seguire è quella del suo cuore e accetta di partecipare alla gara di salto alla corda vincendo così il primo premio. Ma non sarà l'unica vittoria che otterrà ;) .

## Produzione
I primi titoli del film erano "Jump", "Jump In" and "Jump Start", infatti i primi trailer del film mostravano sempre come titolo la scritta "Jump Start".
Karin Gist e Regina Hicks nei titoli di coda vengono nominati come ideatori di "Jump In." Proprio loro inoltre sono Produttori esecutivi della serie americana "Girlfriends."
La promozione del film iniziò nell'estate del 2006 con un poster che appare durante il tour di High School Musical. Inoltre durante lo spazio pubblicitario di Disney Channel andavano in onda diversi video dal film.
Il vero padre di Corbin Bleu, David Reivers, nel film interpreta la parte di Kenneth Daniels, il padre di Izzy.
Quando è stato trasmesso nel UK la prima volta, furono mostrate alcune informazioni su High School Musical 2. L'ambientazione è Manhattan (NYC) e Harlem.

## Reazione del pubblico
Jump In! negli Stati Uniti con ben 8,2 milioni di telespettatori ha battuto il record di film prodotto per Disney Channel più visto nella storia piazzando al secondo posto il film Cheetah Girls 2. Entrambi verranno in seguito superati da High School Musical 2 e da Camp Rock.

## Messe in onda internazionali
| Paese          | Canale         | Data            |
| -------------- | -------------- | --------------- |
| Stati Uniti    | Disney Channel | 12 gennaio 2007 |
| Australia      | Disney Channel | 14 aprile 2007  |
| Regno Unito    | Disney Channel | 27 aprile 2007  |
| Germania       | Disney Channel | 5 maggio 2007   |
| Giappone       | Disney Channel | 19 maggio 2007  |
| America Latina | Disney Channel | 26 maggio 2007  |
| Cile           | Disney Channel | 27 maggio 2007  |
| Asia           | Disney Channel | 17 giugno 2007  |
| Italia         | Disney Channel | 20 giugno 2007  |

## Versioni del film
- Jump In! e Push It to the Limit: Una speciale visione del film con uno speciale "impara i movimenti" della canzone che fa da colonna sonora al film "Push It to the Limit", condotto dallo speaker di Disney Channel USA.
- Jump In! Jab & Gab: Un'ulteriore visione straordinaria del film dove ogni spettatore può giocare online al gioco Jab & Gab.
- Jump In! Edizione Pop up: Come per altri film del canele, anche di Jump In! esiste una versione Pop Up, dove gli spettatori durante il film possono visualizzare delle curiosità sugli attori, i luoghi e in generale riguardo alla pellicola.

Tutte e tre le versioni ancora non sono state trasmesse da Disney Channel Italia.

## DVD
Il DVD di Jump In! con il sottotitolo Edizione Freestyle è stato pubblicato negli USA il 3 aprile 2007.
Nei contenuti extra sono presenti:
- Il video di Keke Palmer "Jumpin'"
- Il video di T-Squad "Vertical"
- Dietro le quinte di Featurette - "Learning the Moves"
- Preparazione di Featurette - "Inside the Ropes"

## Colonna sonora
La colonna sonora del film è stata pubblicata negli USA il 9 gennaio 2007. L'intera soundtrack era anche disponibile su  - il sito ufficiale di Jump In!. Fu rimossa il 5 gennaio 2007. Ha debuttato alla numero 5 nella Billboard 200 il 17 gennaio 2007 con 49000 copie vendute. Nel mese di marzo 2007, l'album è stato certificato Oro dalla RIAA.

### Tracce
1. "It's On" - NLT
2. "It's My Turn Now" - Keke Palmer
3. "Push It to the Limit" - Corbin Bleu
4. "Vertical" - T-Squad
5. "Where Do I Go From Here" - Sebastian Mego
6. "Jump to the Rhythm" - Jordan Pruitt
7. "Jumpin'" - Keke Palmer
8. "Go (Jump! Mix)" - Jupiter Rising
9. "I'm Ready" - Drew Seeley
10. "Gotta Lotta" - Prima J
11. "Live It Up (Jeannie Ortega song)" - Jeannie Ortega
12. "Jump" - Lil' Josh
13. "Let It Go" - Kyle